# World Series by Nissan 2003
World Series by Nissan 2003 kördes över 18 race och vanns överlägset av Franck Montagny.

## Kalender
| Datum        | Bana           | Segrare Race 1   | Segrare Race 2    |
| ------------ | -------------- | ---------------- | ----------------- |
| 30 mars      | Jarama         | Franck Montagny  | Franck Montagny   |
| 27 april     | Circuit Zolder | Marc Gené        | Franck Montagny   |
| 18 maj       | Magny-Cours    | Franck Montagny  | Franck Montagny   |
| 22 juni      | Monza          | Franck Montagny  | Stéphane Sarrazin |
| 20 juli      | Lausitzring    | Franck Montagny  | Heikki Kovalainen |
| 21 september | A1-Ring        | Bas Leinders     | Franck Montagny   |
| 5 oktober    | Catalunya      | Franck Montagny  | Ander Vilariño    |
| 19 oktober   | Valencia       | Enrique Bernoldi | Polo Vilaamil     |
| 30 november  | Jarama         | Enrique Bernoldi | Bas Leinders      |

## Slutställning
| Plats | Förare                 | Poäng |
| ----- | ---------------------- | ----- |
| 1     | Franck Montagny        | 241   |
| 2     | Heikki Kovalainen      | 131   |
| 3     | Bas Leinders           | 128   |
| 4     | Narain Karthikeyan     | 121   |
| 5     | Jean-Christophe Ravier | 116   |
| 6     | Enrique Bernoldi       | 112   |